# آلان دافيد زيتتي
آلان دافيد زيتتي (19 مارس 1977 في البرازيل – )؛ هو لاعب كرة قدم سابق كان يلعب كمدافع.

## وصلات خارجية
- آلان دافيد زيتتي على موقع رابطة كرة القدم اليابانية للمحترفين (اليابانية)
- آلان دافيد زيتتي على موقع Soccerway.com (الإنجليزية)